# Keiko Kitagawa
Keiko Kitagawa (北川 景子?, Kitagawa Keiko; Kōbe, 22 agosto 1986) è un'attrice e modella giapponese.
È conosciuta principalmente per aver interpretato Rei Hino nei live action Kirari Super Live, Bishōjo senshi Sailor Moon, Bishōjo senshi Sailor Moon: Special Act e Bishōjo senshi Sailor Moon: Act Zero.

## Carriera
Kitagawa ha posato come fotomodella per la rivista giapponese Seventeen, dal 2003 al 2006, tenendovi anche una sua rubrica. Nel 2004 debuttò in veste di attrice, interpretando il ruolo di Rei Hino in Kirari Super Live. Nello stesso anno interpretò lo stesso personaggio in 22 episodi della serie televisiva Pretty Guardian Sailor Moon. Sempre nel 2004, e nel 2005, la Kitagawa interpretò nuovamente Rei Hino nei film Bishôjo Senshi Sailor Moon: Special Act e Bishôjo Senshi Sailor Moon: Act Zero, appartenenti al V-Cinema.
Nel 2006 interpretò la commedia romantica The Mamiya Brothers, e ottenne una parte in The Fast and the Furious: Tokyo Drift. Negli anni successivi la Kitagawa interpretò altri nove film. Da allora ha recitato anche in vari dorama di successo, come ad esempio Buzzer Beat, in cui la si vede interpretare la parte della co-protagonista accanto a Tomohisa Yamashita.

## Filmografia

### Cinema
- Kirari Super Live, regia di Ryuta Tazaki (2004)
- Bishōjo senshi Sailor Moon: Special Act, regia di Ryuta Tazaki (2004)
- Bishōjo senshi Sailor Moon: Act Zero, regia di Ryuta Tazaki (2005)
- The Mamiya Brothers (Mamiya kyodai), regia di Yoshimitsu Morita (2006)
- Romance of Darkness (Mizu ni sumu hana), regia di Kenji Gotô (2006)
- The Fast and the Furious: Tokyo Drift, regia di Justin Lin (2006)
- Dear Friends, regia di Kazuyuki Morosawa (2007)
- Say Hello for Me (Sono toki wa kare ni yoroshiku), regia di Yûichiro Hirakawa (2007)
- Heat Island (Hîto airando), regia di Osamu Katayama (2007)
- South Bound, regia di Yoshimitsu Morita (2007)
- The Handsome Suit (Hansamu sūtsu), regia di Tsutomu Hanabusa (2008)
- Paradise Kiss, regia di Takehiko Shinjō (2011)
- Let Me Eat Your Pancreas, regia di Shō Tsukikawa (2017)
- Sumaho o otoshita dake nanoni, regia di Hideo Nakata (2018)

### Televisione
- Bishōjo senshi Sailor Moon - serie TV, 22 episodi (2004)
- Mop Girl (Moppu gāru) - serie TV, (2007)
- Taiyō to umi no kyōshitsu - serie TV, (2008)
- Bakushō reddo kāpetto - serie TV, (2008)
- Buzzer Beat - serie TV, (2009)
- Akumu-chan - serie TV, (2012)
- Rikokatsu - serie TV, (2021)